# 古株
| ウィキペディアには「古株」という見出しの百科事典記事はありません（タイトルに「古株」を含むページの一覧/「古株」で始まるページの一覧）。 代わりにウィクショナリーのページ「古株」が役に立つかもしれません。 |